# Félix Malloum
Félix Malloum N'Gakoutou (Fort Archambault, 10 september 1932 – Parijs, 12 juni 2009) was van 1975 tot 1979 president van Tsjaad.
Malloum volgde een militaire opleiding en bereikte de rang van kolonel. In 1971 werd hij door toenmalig president François Tombalbaye benoemd tot stafchef van het leger. Twee jaar later werd hij echter ontslagen vanwege het "beoefenen van magische praktijken" die tegen president Tombalbaye waren gericht. Sindsdien was Malloum een groot tegenstander van de president.
Op 13 april 1975 pleegden militairen een staatsgreep, waarbij Tombalbaye om het leven kwam. Op 15 april stelden zij Malloum, die tot generaal was bevorderd, aan tot president van Tsjaad. Malloum stelde een regering samen die uit zowel burgers als militairen bestond. Hij eiste de onmiddellijke terugtrekking van alle in Tsjaad gestationeerde Franse troepen - die de opstandelingen uit het noorden bevochten.
In 1978 sloot Malloum vrede met de leider van de FROLINAT (Islamitische noordelijke opstandelingenbeweging) van generaal Hissène Habré. In augustus 1978 benoemde hij Habré tot premier. Habré weigerde zijn gewapende opstandelingen in het leger te laten opnemen en kwam opnieuw in opstand. Dankzij bemiddeling van Tsjadische buurlanden Nigeria, Libië, Soedan, Kameroen en Niger werd er opnieuw vrede gesloten tussen de regering en FROLINAT. Malloum en Habré traden af (19 maart 1979) en Goukouni Oueddei volgde Malloum op als president (voorzitter van de Staatsraad).